# Estadio Príncipe Faisal bin Fahd
El King Fahd International Stadium es un recinto multiusos ubicado en la ciudad de Riad, capital de Arabia Saudita. Fue inaugurado en 1971 y actualmente posee una capacidad para 26.218 espectadores.  
Albergo la final de la Copa del Rey de Arabia Saudita hasta 1988, año de la inauguración del Estadio Internacional Rey Fahd. 
Esta destinado principalmente a la práctica del Soccer, y es la sede de los clubes Al-Hilal y Al-Shabab, de la Liga Profesional Saudí, la primera división del país.
En noviembre de 2014 fue una de las dos sedes utilizadas para la Copa de Naciones del Golfo, en dónde albergo un total de 8 encuentros.